# Teresa Merlo

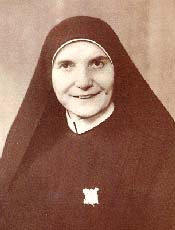
s. Tekla Teresa Merlo

Sługa Boża Tekla Teresa Merlo, właściwie Teresa Merlo (ur. 20 lutego 1894 w Castagnito, zm. 5 lutego 1964 w Albano) – pierwsza matka Sióstr Świętego Pawła.
Urodziła się 20 lutego 1894 roku w Castagnito we Włoszech jako czwarte dziecko rodziny chłopskiej. Rodzice (Ettore i Vincenza Merlo) wysłali małą Teresę do Alby aby u sióstr św. Anny nauczyła się krawiectwa. Następnie swój fach doskonaliła w Turynie. Po powrocie do Castagnito otworzyła własną pracownię krawiecką, nauczała krawiectwa miejscowe dziewczęta oraz pracowała jako katechetka. W 1912 roku próbowała wstąpić do zakonu lecz z powodu słabego stanu zdrowia spotkała się z odmową. Ks. Jakub Alberione zakładając w 1915 żeńską gałąź Towarzystwa Świętego Pawła poszukiwał krawcowej, poprzez kleryka Costanzo Merlo, brata Teresy, spotkał się z Teresą 27 czerwca 1915. Już 2 dni później Teresa złożyła prywatne śluby zakonne przyjmując imię Tekla. W 1918 roku biskup Susy zaproponował ks. Alberione przejęcie przez Siostry Świętego Pawła gazety diecezjalnej "La Valsusa". 18 grudnia 1918 roku siostry przeniosły się do Susy. 22 lipca 1922 w Albie, 9 Sióstr Świętego Pawła złożyło śluby wieczyste przyjmując tytuł mistrzyń. Jest to dzień oficjalnego ukonstytuowania zgromadzenia Sióstr Świętego Pawła. Tego samego dnia ks. Alberione wybrał Mistrzynię Teklę na przełożoną generalną zgromadzenia na okres 12 lat. W 1923, wspólnota z Suzy została przeniesiona do Alby. 10 lutego 1924 ks. Alberione założył zgromadzenie Uczennic Boskiego Mistrza, którego przełożoną generalną od zatwierdzenia w 1929 roku, aż do roku 1947 była s. Tekla Merlo. 30 września 1928 Siostry Świętego Pawła otrzymały habit zakonny, a 15 marca 1929 biskup Alby, Francesco Re, zatwierdził zgromadzenie na prawach diecezjalnych, potwierdzając stanowisko Teresy Merlo jako przełożonej generalnej z tytułem Pierwszej Mistrzyni. Zmarła 5 lutego 1964 roku w Albano. Papież Jan Paweł II 22 stycznia 1991 roku podpisał dekret ogłaszający s. Teklę Merlo Czcigodną Sługą Bożą.